# 工藤遥 (アナウンサー)
工藤 遥（くどう はるか、1996年2月14日 - ）は、福井放送 (FBC) の元アナウンサー。

## 来歴
青森県弘前市出身。青森県立弘前高等学校、関西学院大学卒業。2018年4月地元青森テレビの報道記者を経て、2019年8月に福井放送へ入社。同期には、同じ青森県出身の工藤修斗（同年5月に入社、元エフエム福島のアナウンサー）、増谷寧々、藤井友香（元栃木放送）がいる。

## 人物
- 3歳からバレエを習い、小学校の卓球部では青森県代表に選ばれるほどの実力だった。
- 高校時代では放送部に入部し、NHK放送コンクール準決勝進出を果たしたことがある[1]。
- 大学時代には、阪神甲子園球場の売り子のアルバイトでNo.1の成績を取った経験がある[2]。
- 悩みは足の臭い。仕事中に靴を脱ぐと、自分の臭いで仕事に集中出来ない程。この臭いをテレビ岩手アナウンサーの中島あすかは「酸っぱい系で皮脂の香りも混じったバランスの良い香り」と評した[3]。

## 担当番組
- おじゃまっテレ ワイド&ニュース（2019年10月 - 2025年4月16日）水曜日の福井駅からの中継担当、イチオシ！のレポーターなど
- ふれあい若狭（2023年4月 - 2025年4月13日）リポーター
- にじパレ（2023年4月 - 2025年4月12日）司会
- FBCニュース（不定期）
- 午後はとことん よろず屋ラジオ（2019年9月 - 12月）定時ニュース、天気予報担当
- 今夜はびんびんナイト（2020年1月18日、1月25日、2月1日）ゲスト
- 良ーいドン!!（2021年4月 - 2022年3月25日）金曜日のアシスタントを担当